# Andrew Gutman
Andrew Gutman (Hinsdale, 1996. október 2. –) amerikai labdarúgó, a Chicago Fire hátvéde.

## Pályafutása
Gutman az Illinois állambeli Hinsdale városában született. Az ifjúsági pályafutását a helyi Hinsdale Red Devils csapatában kezdte, majd a Chicago Fire akadémiájánál folytatta.
2019-ben mutatkozott be a skót első osztályban szereplő Celtic felnőtt keretében. 2019 és 2020 között az észak-amerikai első osztályban érdekelt Charlotte Independence és a Cincinnati csapatát erősítette kölcsönben. 2021. március 9-én hároméves szerződést kötött az Atlanta United együttesével. A 2021-es szezonban a New York Red Bullsnál szerepelt kölcsönben. Az Atlanta Unitednél először a 2022. február 27-ei, Sporting Kansas City ellen 3–1-re megnyert mérkőzésen lépett pályára. Első gólját 2022. augusztus 6-án, a Seattle Sounders ellen hazai pályán 2–1-es győzelemmel zárult találkozón szerezte meg. 2023 nyarán a Colorado Rapids, majd 2023. december 12-én a Chicago Fire szerződtette.

## Statisztikák
2024. augusztus 2. szerint
| Klub                            | Szezon   | Osztály  | Bajnokság | Bajnokság | Kupa  | Kupa | Nemzetközi | Nemzetközi | Összesen | Összesen |
| Klub                            | Szezon   | Osztály  | Meccs     | Gól       | Meccs | Gól  | Meccs      | Gól        | Meccs    | Gól      |
| ------------------------------- | -------- | -------- | --------- | --------- | ----- | ---- | ---------- | ---------- | -------- | -------- |
| Cincinnati (kölcsönben)         | 2019     | MLS      | 8         | 0         | 0     | 0    | —          | —          | 8        | 0        |
| Cincinnati (kölcsönben)         | 2020     | MLS      | 22        | 0         | 0     | 0    | —          | —          | 22       | 0        |
| New York Red Bulls (kölcsönben) | 2021     | MLS      | 23        | 2         | 0     | 0    | —          | —          | 23       | 2        |
| Atlanta United                  | 2022     | MLS      | 25        | 4         | 2     | 0    | —          | —          | 27       | 4        |
| Atlanta United                  | 2023     | MLS      | 18        | 3         | 1     | 0    | —          | —          | 19       | 3        |
| Colorado Rapids                 | 2023     | MLS      | 12        | 1         | 0     | 0    | 2          | 0          | 14       | 1        |
| Chicago Fire                    | 2024     | MLS      | 8         | 0         | 0     | 0    | 2          | 0          | 10       | 0        |
| Összesen                        | Összesen | Összesen | 116       | 10        | 3     | 0    | 4          | 0          | 123      | 10       |